# De begrafenis
De begrafenis (Frans: L'enterrement) is de titel van een schilderij van Édouard Manet. Hij schilderde het waarschijnlijk omstreeks 1867 na de begrafenis van de dichter Charles Baudelaire. Het schilderij bleef onvoltooid. Tegenwoordig maakt het deel uit van de collectie van het Metropolitan Museum of Art in New York.

## Voorstelling
Manet en Baudelaire koesterden een grote bewondering voor elkaars werk en gingen vanaf 1859 vriendschappelijk met elkaar om. Voor Manet was de visie van Baudelaire op de moderne (schilder)kunst mede bepalend voor de ontwikkeling die hij als schilder doormaakte. Andersom had de dichter veel waardering voor de wijze waarop de schilder het moderne leven in Parijs afbeeldde.
Nadat Baudelaire in maart 1866 in Brussel een beroerte had gekregen en later naar Parijs vervoerd was, zochten Manet en zijn vrouw hem vaak op in het ziekenhuis. Uiteindelijk zou de dichter, die door de beroerte verlamd raakte en aan afasie leed, op 31 augustus 1867 sterven. De begrafenis vond plaats op 2 september. Omdat velen nog vakantie vierden aan de kust op dat ogenblik, waren slechts honderd mensen aanwezig bij de kerkdienst, waaronder Paul Verlaine, Félix Nadar, Henri Fantin-Latour en Manet. Op het Cimetière du Montparnasse waren daar nog zo'n 60 rouwenden van over. Zij begroeven Baudelaire onder een dreigende lucht, waarbij af en toe de donder te horen was.
Manet schilderde dit tafereel waarschijnlijk als eerbetoon aan zijn overleden vriend. Omdat het werk onvoltooid bleef, kunnen kunsthistorici niet met zekerheid vaststellen dat het om de begrafenis van Baudelaire gaat. Vast staat dat de achtergrond niet klopt met het werkelijke uitzicht op het Cimetière du Montparnasse. Van links naar rechts zijn onder andere de Val-de-Grâce, het Panthéon, de Saint-Étienne-du-Mont en het Lycée Henri-IV te zien. Waarschijnlijk is dit een artistieke vrijheid die Manet zich gepermitteerd heeft. Het dreigende onweer zou wel kunnen verwijzen naar de gebeurtenissen op 2 september 1867, al laat de schilder, wellicht als teken van hoop, ook een klein stukje blauwe lucht zien. De rouwstoet is niet afgewerkt. De afzonderlijke personen zijn niet te herkennen, slechts een uniform van de keizerlijke garde achteraan doorbreekt het zwart.

## Herkomst
- 10 april 1894: De weduwe van Manet verkoopt het werk aan Alphonse Portier voor 300 frank.
- 1894: de kunsthandelaar Ambroise Vollard heeft het schilderij in bezit en ruilt het met Camille Pissarro voor een schilderij met een winters tafereel van zijn hand.
- 1903: de weduwe van Pissarro verkoopt het werk samen met een schilderij van Van Gogh voor 2.500 frank, mogelijk aan Vollard.
- 1909: Vollard verkoopt het werk aan het Metropolitan Museum of Art voor 12.000 frank.

## Afbeeldingen

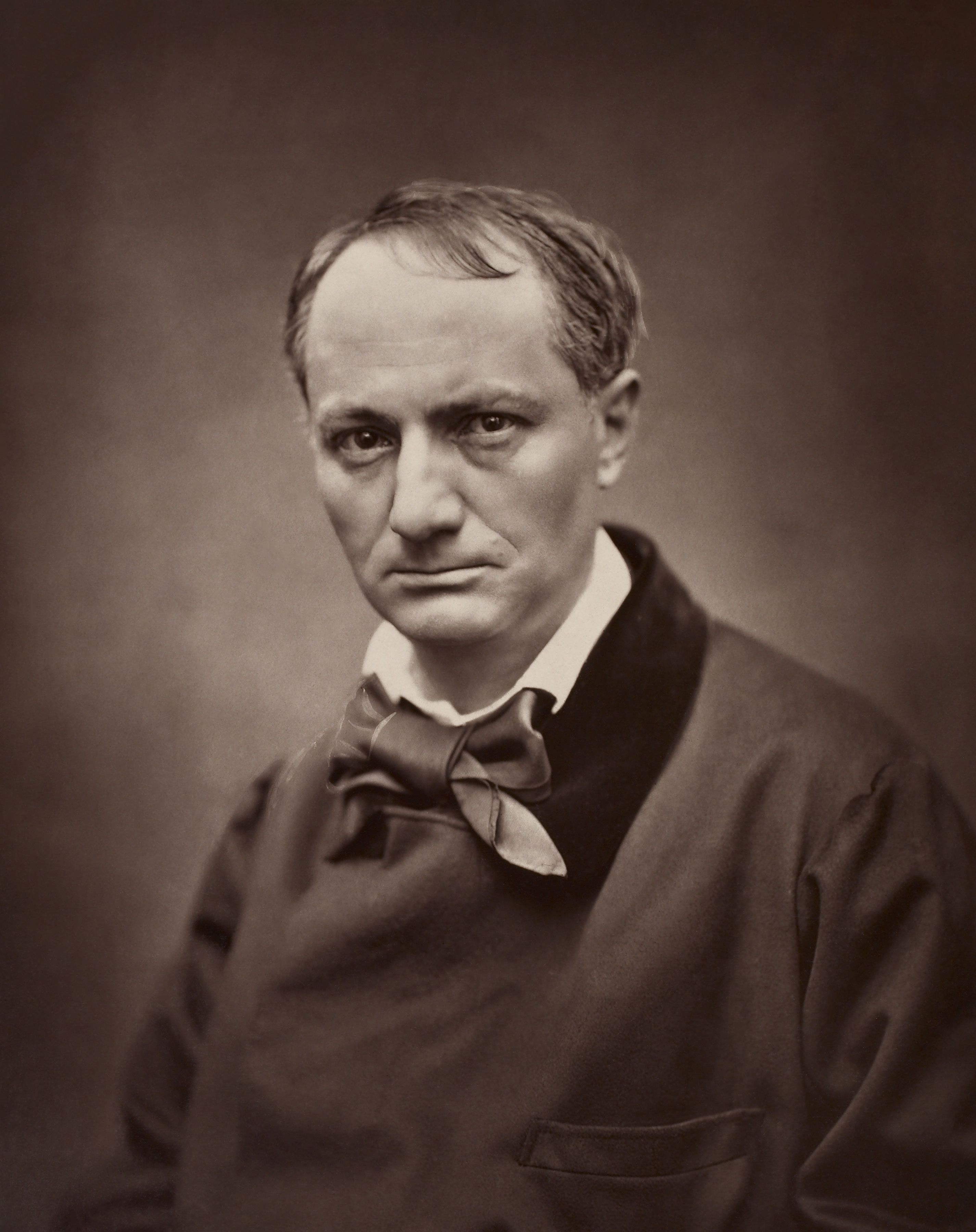
Charles Baudelaire (1821-1867)
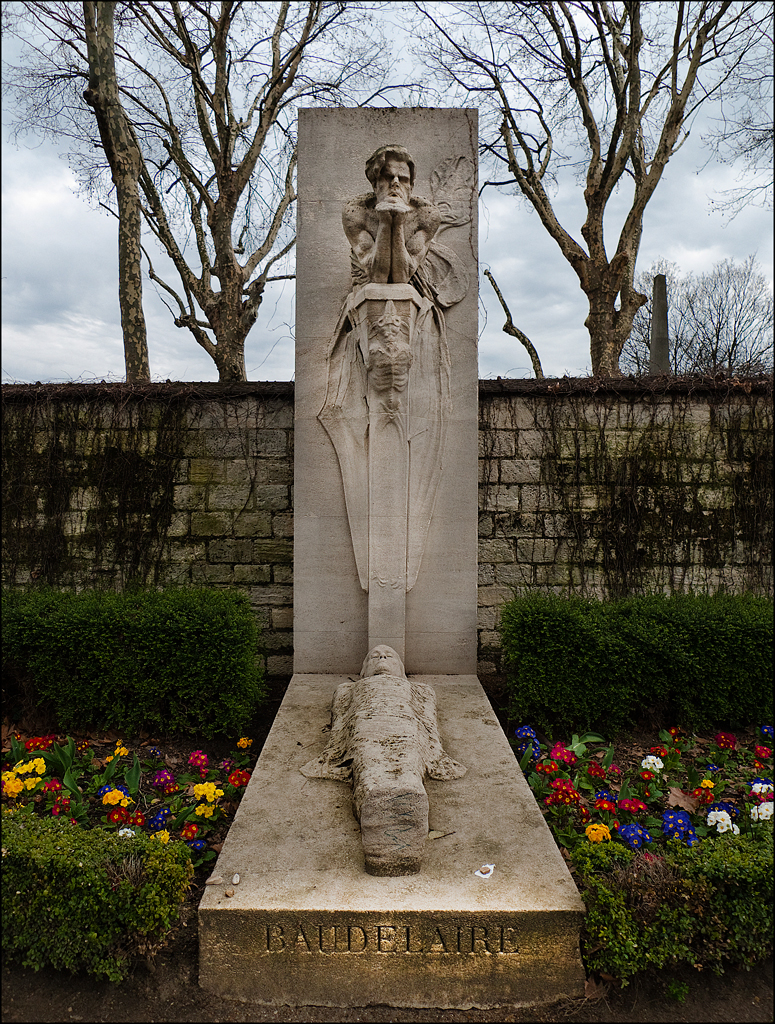
Grafmonument van Baudelaire op het Cimetière du Montparnasse